# Mario da Calascio
Mario da Calascio ou Marius de Calasio, né en 1550 à Calascio dans la région Abruzzes et mort le 1er février 1620 à Rome, est un orientaliste et hébraïsant italien.

## Biographie
Mario da Calascio est ainsi appelé de la petite ville de ce nom dans les Abruzzes, près d’Aquila, où il naquit vers 1550, de parents pauvres. Il entra dans l’Ordre des Frères mineurs. Après avoir fait son cours d’études, il se livra entièrement à l’étude de la langue hébraïque, et s’y rendit tellement habile, que le pape Paul V le créa docteur en théologie, le fit professeur d’hébreu, et lui procura tous les moyens nécessaires pour ses travaux sur le texte sacré. Il publia d’abord une Grammaire, puis un Dictionnaire hébraïque ; mais il est principalement connu par ses Concordances hébraïques, qui lui coûtèrent quarante ans de travail ; encore fut-il aidé par des religieux de son ordre et par d’autres savants d’Italie, que Paul V invita à concourir à la perfection de cette entreprise. Calascio était près de mettre sous presse son ouvrage, lorsqu’il mourut en 1620. Michelangelo di S. Romolo, son confrère et professeur d’hébreu, fut chargé d’en surveiller l’édition, qui parut en 1621, à Rome, sous ce titre : Concordantiæ sacrorum Bibliorum hebraicæ, cum convenientiis ling. arab. et syr., 4 gros volumes in-fol. Les frais en furent faits par Paul V, et, après lui, par Grégoire XV, auquel il est dédié. L’auteur y avait suivi, en les perfectionnant, l’ordre et la méthode du savant rabbin Isaac Nathan ben Kalonymus, qui avait publié le premier ouvrage de ce genre à Venise, en 1524. À la suite d’une belle préface, l’éditeur a mis un petit traité de Luc de Wadding, professeur de Salamanque, sur l’origine et l’utilité de la langue hébraïque. William Romaine a revu tout le travail de Calascio, et en a donné une nouvelle édition à Londres, en 1747, également en 4 vol. in-fol. Le docte franciscain s’était attaché à corriger les fautes échappées à Nathan, à montrer le rapport des racines hébraïques avec celles des autres langues orientales, à marquer les diverses leçons de la Vulgate. Le nouvel éditeur a exprimé avec plus d’exactitude les noms propres hébreux et chaldéens, ceux des peuples, des idoles, des villes, des fleuves, des montagnes, etc., dont il est fait mention dans la Bible, de sorte que cette partie de son travail est un bon dictionnaire historique et géographique. Calascio s’était contenté de rendre en latin, à la marge, les différentes leçons des Septante. Romaine les a remises en grec, et a aussi conservé celles de la Vulgate, lorsqu’elles lui ont paru propres à éclaircir le texte original. Il y a ajouté plusieurs mots qui n’existaient pas dans la première édition, surtout des particules, dont il a placé un traité à la fin du 4e volume. Au moyen de ces améliorations, ces concordances sont devenues l’ouvrage le plus parfait qu’on ait en ce genre. Calascio avait acquis une telle habitude de la langue hébraïque, qu’elle lui était devenue aussi familière que sa langue maternelle. On a encore de lui: Canones generales linguæ hebraicæ, Rome, 1616, in-4°. Il mourut en chantant les Psaumes en hébreu.